# مارگون
مارگون، مرکز شهرستان مارگون در استان کهگیلویه وبویراحمد است. مردم این شهر لرتبار بوده و به زبان لری تکلم می‌کنند.

## مردم‌شناسی

### زبان
مردم مارگون از قوم لر هستند و به زبان لری صحبت می‌کنند.

### جمعیت
بر پایه سرشماری عمومی نفوس و مسکن در سال ۱۳۹۵ جمعیت این شهر ۳٬۱۳۵ نفر (در ۷۹۷ خانوار) بوده است.
همچنین شهر مارگون در سال ۱۴۰۰ (خورشیدی) دارای حدود ۵۰۰۰ نفر جمعیت بوده است.

## اقتصاد و صنعت
- کارخانه سیمان مارگون

تنها کارخانه بزرگ شهر مارگون کارخانه سیمان مارگون در ۷ کیلومتری شهر مارگون مرکز شهرستان مارگون است. این کارخانه توسط یک سرمایه‌گذار لبنانی در سال ۱۳۹۵ تأسیس شده است.

## گردشگری
شهر مارگون بعد از شهرهای یاسوج و سی سخت قطب گردشگری مناطق سردسیری استان کهگیلویه و بویراحمد می‌باشد.
برخی مناطق گردشگری مارگون:
- دریاچه مور زرد زیلایی

دریاچه مور زرد زیلایی (تالاب مورزرد زیلایی) از نقاط گردشگری شهرستان  مارگون است. این دریاچه متشکل از سه دریاچه دیگر که در فاصله سه کیلومتری هم قرارگرفته اند و یکی از این دریاچه‌ها از دو دریاچه دیگر بزرگتر است.
این دریاچه در ۶۲ کیلومتری شهر مارگون واقع شده که دارای ۵۰ کیلومتر راه آسفالته و ۱۲ کیلومتر راه شوسه می‌باشد.
محل تأمین آب این دریاچه از برف‌های ارتفاعات تنگ سیب و کوه‌های داربری است که به رودخانه زیلایی سرازیر و در پایان به این دریاچه ریخته می‌شود.
بهترین وسیله برای سفر به این دریاچه خودروهای نیمه سنگین مانند پیکاپ است.
این دریاچه فاقد حداقل امکانات از جمله رستوران، کافه، آلاچیق، سکو و سوئیت است.
تنها کاری که مسئولان برای این دریاچه انجام داده‌اند نصب چند دوربین و تابلو در محدوده دریاچه است.
- آبشار شهنیز

آبشار مارگون در منطقه ای بکر و با چشم‌اندازهای بی‌نظیر طبیعی در روستای شهنیز واقع در ۱۱ کیلومتری شهر مارگون قرار گرفته است. طبیعت دلنشین با داشتن آب و هوایی دلپذیر و خنک در تابستان و سرد در زمستان بیشترین مزیت جهانگردی در استان چهار فصل بوده است.
این آبشار حدود ۱۸ متر ارتفاع دارد.
- دشت سقاوه

دشتی سرسبز واقع در کیلومتر ۸ جاده مارگون به پاتاوه_دهدشت.